# 코리아헤럴드
코리아헤럴드(영어: The Korea Herald)는 대한민국의 대표적인 영어신문이다. 1953년 8월 15일 《코리안 리퍼블릭 The Korean Republic》이라는 제호로 창간됐다. 초기 타블로이드 4면으로 출발했다가 1961년 7월 11일부터 대판으로 지면을 넓히고, 독자들의 영어신문 이해를 돕기 위해 한글해설판을 부록으로 발행했다. 창간 12주년인 1965년 8월 15일부터 현재의 제호로 바꾸었다. 1977년 5월 한국에서는 처음으로 프랑스어 주간지 《쿠리에 드 라 코레 Courrier de la Corée》를 제작, 프랑스어권(語圈) 25개국에 한국을 소개했다. 2014년 K-Pop Herald를 발행했다.